# Strictly Come Dancing
Strictly Come Dancing ist eine britische Fernsehsendung, die auf BBC One ausgestrahlt wird. Es handelt sich um einen mehrwöchigen Tanzwettbewerb, in dem Paare, jeweils bestehend aus einem Prominenten und einem Profitänzer antreten. Das von Fenia Vardanis entwickelte Format wurde in viele andere Länder exportiert; die deutsche Fassung läuft unter dem Titel Let’s Dance, die österreichische unter dem Titel Dancing Stars. In den USA heißt die Sendung Dancing with the Stars.

## Prinzip
In der Sendung werden Paare bestehend aus Prominenten und Profitänzern gebildet, die jede Woche gegeneinander antreten, um eine professionelle Jury und die Zuschauer zu beeindrucken und somit zu verhindern, herausgewählt zu werden. Die Zuschauer können per Telefon über ihre Favoriten abstimmen; das Ranking der Telefonabstimmung wird zu dem Ergebnis der Jury addiert. Die Jury besteht aus vier Mitgliedern, von denen jedes für jeden Tanz einen bis zehn Punkte vergeben. Sind also noch drei Tanzpaare im Wettbewerb, erhält das mit den meisten Jurypunkten drei Punkte, das zweitplatzierte zwei Punkte und das drittplatzierte einen Punkt; mit den Ergebnissen der Telefonabstimmung wird auf die gleiche Weise verfahren. Bei Punktegleichstand entscheidet die höhere Zuschauerwertung. Die Einnahmen aus dem Telefonvoting kommen grundsätzlich karitativen Organisationen zu.
In den ersten beiden Staffeln wurden nur die „klassischen“ zehn Turniertänze, also die fünf Standardtänze Langsamer Walzer, Quickstep, Tango, Slowfox und Wiener Walzer sowie die fünf Lateintänze Cha-Cha-Cha, Rumba, Jive, Paso Doble und Samba präsentiert. Da aber in den Staffeln drei und vier die Teilnehmerzahl und damit auch die Anzahl an Sendung stieg, wurde das Angebot um Mambo, East Coast Swing/West Coast Swing, Argentinischer Tango, Salsa und American Smooth erweitert.

## Personal/Präsentation
Die Sendung wird samstags abends auf BBC One ausgestrahlt und wurde bis zur elften Staffel von Bruce Forsyth und Tess Daly moderiert. Seit der zwölften Staffel moderiert Daly zusammen mit Claudia Winkleman, die auch schon zuvor an der Show beteiligt war. Die Jury bestand ursprünglich aus Bruno Tonioli, Arlene Phillips, Len Goodman und Craig Revel Horwood. Phillips wurde ab der siebten Staffel von Alesha Dixon abgelöst, diese ab der zehnten Staffel von Darcey Bussell. In der siebzehnten Staffel übernahm wiederum Motsi Mabuse den Platz von Darcey Bussel.

## Spin-offs

Länder mit einer eigenen Version von Strictly Come Dancing

- 2004, 2005 und 2006 wurde ein Weihnachtsspecial der Sendung ausgestrahlt, in dem die besten Paare der jeweiligen Staffeln nochmals ihr Können unter Beweis stellten. Die Ausgabe aus dem Jahr 2005 war eine Ko-Produktion mit der US-amerikanischen Variante.
- Ca. 35 Länder haben eine eigene Fassung der Sendung unter verschiedenen Titeln.

### Auswahl
| Land        | Titel                                 |
| ----------- | ------------------------------------- |
| Australien  | Dancing with the Stars                |
| Dänemark    | Vild med dans                         |
| Deutschland | Let’s Dance                           |
| Finnland    | Tanssii tähtien kanssa                |
| Frankreich  | Danse avec les stars                  |
| Irland      | Celebrity Jigs and Reels              |
| Italien     | Ballando con le stelle                |
| Norwegen    | Skal vi danse                         |
| Neuseeland  | Dancing with the Stars                |
| Österreich  | Dancing Stars                         |
| Polen       | Taniec z gwiazdami                    |
| Portugal    | Dança comigo                          |
| Russland    | Tanzy so zvejdami (Танцы со звездами) |
| Schweden    | Let’s Dance                           |
| Spanien     | Mira quien baila                      |
| Südafrika   | Strictly Come Dancing                 |
| USA         | Dancing with the Stars                |

- Am 1. September 2007 fand die erste Ausgabe des Eurovision Dance Contest statt, eine Art internationale Version der Sendung, in der 16 Länder gegeneinander antreten. In ihr durften allerdings auch Paare teilnehmen, die nur aus Profitänzern bestehen. Oft wurde die nationale Ausgabe von Strictly Come Dancing als Vorentscheid genutzt.
- In Großbritannien und einigen anderen Ländern gibt es zudem die Sendung Dancing on Ice, die genauso aufgebaut ist, allerdings – wie der Titel sagt – mit Schlittschuhen auf Eis stattfindet.
- Ebenfalls in Großbritannien, aber auch in Ländern wie Belgien, wird die Sendung Just the two of us ausgestrahlt, die auf dem gleichen Prinzip basiert, allerdings geht es nicht um Tanz, sondern um Gesang.

## Verlauf

### 1. Staffel
15. Mai bis 3. Juli 2004

#### Teilnehmer
| Prominente/r       | Profi            | herausgewählt     |
| ------------------ | ---------------- | ----------------- |
| Jason Wood         | Kylie Jones      | 2. Woche          |
| David Dickinson    | Camilla Dallerup | 3. Woche          |
| Verona Joseph      | Paul Killick     | 4. Woche          |
| Claire Sweeney     | John Byrnes      | 5. Woche          |
| Martin Offiah      | Erin Boag        | 6. Woche          |
| Lesley Garrett     | Anton du Beke    | 7. Woche          |
| Christopher Parker | Hanna Karttunen  | Finale (2. Platz) |
| Natasha Kaplinsky  | Brendan Cole     | Sieger            |

#### Tänze
- 1. Woche: Cha-Cha-Cha oder Langsamer Walzer
- 2. Woche: Rumba oder Quickstep
- 3. Woche: Jive oder Tango
- 4. Woche: Paso Doble oder Slowfox
- 5. Woche: Samba und Wiener Walzer
- 6. Woche: Neuer Tanz aus der 1. und 2. Woche
- 7. Woche: Neuer Tanz aus der 3. und 4. Woche
- Finale: Lieblingstanz/Standard, Lieblingstanz/Latein, Wiener Walzer & Freestyle

#### Jurywertung
Die jeweilige Höchstwertung ist fett geschrieben, die niedrigste kursiv
| Paar              | 1. Woche | 2. Woche | 3. Woche | 4. Woche | 5. Woche | 6. Woche | 7. Woche | Finale        |
| ----------------- | -------- | -------- | -------- | -------- | -------- | -------- | -------- | ------------- |
| Natasha/Brendan   | 27       | 31       | 24       | 35       | 37       | 31+36=67 | 36+35=71 | 36+31+ 35=102 |
| Christopher/Hanna | 19       | 23       | 19       | 28       | 15       | 22+15=37 | 21+16=37 | 24+17+22=63   |
| Lesley/Anton      | 29       | 27       | 29       | 30       | 27       | 34+26=60 | 33+29=62 |               |
| Martin/Erin       | 25       | 21       | 21       | 24       | 22       | 24+24=48 |          |               |
| Claire/John       | 16       | 26       | 34       | 31       | 32       |          |          |               |
| Verona/Paul       | 27       | 24       | 24       | 24       |          |          |          |               |
| David/Camilla     | 27       | 21       | 20       |          |          |          |          |               |
| Jason/Kylie       | 21       | 19       |          |          |          |          |          |               |

### 2. Staffel
23. Oktober bis 11. Dezember 2004

#### Teilnehmer
| Prominente/r    | Profi            | herausgewählt     |
| --------------- | ---------------- | ----------------- |
| Quentin Willson | Hazel Newberry   | 1. Woche          |
| Carol Vorderman | Paul Killick     | 2. Woche          |
| Esther Rantzen  | Anton du Beke    | 3. Woche          |
| Diarmuid Gavin  | Nicole Cutler    | 4. Woche          |
| Sarah Manners   | Brendan Cole     | 5. Woche          |
| Roger Black     | Camilla Dallerup | 6. Woche          |
| Aled Jones      | Lilia Kopylova   | 7. Woche          |
| Julian Clary    | Erin Boag        | Finale (3. Platz) |
| Denise Lewis    | Ian Waite        | Finale (2. Platz) |
| Jill Halfpenny  | Darren Bennett   | Sieger            |

#### Tänze
- 1. Woche: Cha-Cha-Cha oder Langsamer Walzer
- 2. Woche: Rumba oder Quickstep
- 3. Woche: Jive oder Tango
- 4. Woche: Paso Doble oder Slowfox
- 5. Woche: Samba und Wiener Walzer
- 6. Woche: Neuer Tanz aus der 1. und 2. Woche
- 7. Woche: Neuer Tanz aus der 3. und 4. Woche
- Finale: Lieblingstanz/Standard, Lieblingstanz/Latein & Freestyle

#### Jurywertung
| Paar            | 1. Woche | 2. Woche | 3. Woche | 4. Woche | 5. Woche | 6. Woche | 7. Woche | Finale   |
| --------------- | -------- | -------- | -------- | -------- | -------- | -------- | -------- | -------- |
| Jill/Darren     | 27       | 32       | 35       | 34       | 35       | 32+36=68 | 29+37=66 | 34+40=74 |
| Denise/Ian      | 31       | 32       | 25       | 30       | 32       | 34+33=67 | 35+36=71 | 38+33=71 |
| Julian/Erin     | 19       | 27       | 27       | 20       | 24       | 28+27=55 | 24+21=45 | 29+23=52 |
| Aled/Lilia      | 29       | 27       | 32       | 25       | 30       | 29+27=56 | 27+30=57 |          |
| Roger/Camilla   | 25       | 22       | 25       | 29       | 23       | 22+19=41 |          |          |
| Sarah/Brendan   | 28       | 23       | 31       | 29       | 23       |          |          |          |
| Diarmuid/Nicole | 12       | 12       | 14       | 17       |          |          |          |          |
| Esther/Anton    | 24       | 16       | 16       |          |          |          |          |          |
| Carol/Paul      | 22       | 20       |          |          |          |          |          |          |
| Quentin/Hazel   | 8        |          |          |          |          |          |          |          |

### 3. Staffel
15. Oktober bis 17. Dezember 2005

#### Teilnehmer
| Prominente/r     | Profi            | herausgewählt     |
| ---------------- | ---------------- | ----------------- |
| Siobhan Hayes    | Matthew Cutler   | 1. Woche          |
| Jaye Jacobs      | Andrew Cuerden   | 2. Woche          |
| Gloria Hunniford | Darren Bennett   | 3. Woche          |
| Fiona Phillips   | Brendan Cole     | 4. Woche          |
| Dennis Taylor    | Izabela Hannah   | 5. Woche          |
| Will Thorp       | Hanna Haarala    | 6. Woche          |
| Bill Turnbull    | Karen Hardy      | 7. Woche          |
| Patsy Palmer     | Anton du Beke    | 8. Woche          |
| James Martin     | Camilla Dallerup | 9. Woche          |
| Zoë Ball         | Ian Waite        | Finale (3. Platz) |
| Colin Jackson    | Erin Boag        | Finale (2. Platz) |
| Darren Gough     | Lilia Kopylova   | Sieger            |

#### Tänze
- 1. Woche: Cha-Cha-Cha oder Langsamer Walzer
- 2. Woche: Rumba oder Quickstep
- 3. Woche: Jive oder Tango
- 4. Woche: Paso Doble oder Slowfox
- 5. Woche: Samba und Wiener Walzer
- 6. Woche: Neuer Tanz aus den Wochen 1 bis 4 sowie Salsa oder Argentinischer Tango
- 7. Woche: Neuer Tanz aus den Wochen 1 bis 4 sowie Salsa oder Argentinischer Tango
- 8. Woche: Neuer Tanz aus den Wochen 1 bis 4 sowie American Smooth
- 9. Woche: Zwei neue Tänze aus den Wochen 1 bis 4
- Finale: Lieblingstanz/Standard, Lieblingstanz/Latein, Wiener Walzer & Freestyle

#### Jurywertung
| Paar            | 1. Woche | 2. Woche | 3. Woche | 4. Woche | 5. Woche | 6. Woche | 7. Woche | 8. Woche | 9. Woche | Finale   |
| --------------- | -------- | -------- | -------- | -------- | -------- | -------- | -------- | -------- | -------- | -------- |
| Darren/Lilia    | 19       | 30       | 33       | 34       | 28       | 30       | 34       | 32+30=62 | 35+29=64 | 36+36=72 |
| Colin/Erin      | 32       | 36       | 26       | 31       | 32       | 32       | 34       | 37+36=73 | 37+30=67 | 39+36=75 |
| Zoe/Ian         | 35       | 32       | 29       | 36       | 35       | 36       | 38       | 36+32=68 | 36+33=69 | 38+38=76 |
| James/Camilla   | 20       | 29       | 28       | 29       | 29       | 20       | 32       | 28+20=48 | 33+22=55 |          |
| Patsy/Anton     | 19       | 26       | 34       | 31       | 26       | 31       | 24       | 31+27=58 |          |          |
| Bill/Karen      | 29       | 23       | 20       | 25       | 27       | 17       | 25       |          |          |          |
| Will/Hanna      | 18       | 29       | 25       | 34       | 23       | 28       |          |          |          |          |
| Dennis/Izabela  | 20       | 18       | 22       | 15       | 23       |          |          |          |          |          |
| Fiona/Brendan   | 11       | 13       | 16       | 20       |          |          |          |          |          |          |
| Gloria/Darren   | 20       | 17       | 19       |          |          |          |          |          |          |          |
| Jaye/Andrew     | 25       | 21       |          |          |          |          |          |          |          |          |
| Siobhan/Matthew | 15       |          |          |          |          |          |          |          |          |          |

### 4. Staffel
7. Oktober bis 23. September 2006

#### Teilnehmer
| Prominente/r     | Profi            | herausgewählt                              |
| ---------------- | ---------------- | ------------------------------------------ |
| Nicholas Owen    | Nicole Cutler    | 1. Woche                                   |
| Mica Paris       | Ian Waite        | 2. Woche                                   |
| Jimmy Tarbuck    | Flavia Cacace    | aus gesundheitlichen Gründen ausgeschieden |
| DJ Spoony        | Ola Jordan       | 3. Woche                                   |
| Georgina Bouzova | James Jordan     | 4. Woche                                   |
| Jan Ravens       | Anton du Beke    | 5. Woche                                   |
| Ray Fearon       | Camilla Dallerup | 6. Woche                                   |
| Peter Schmeichel | Erin Boag        | 7. Woche                                   |
| Claire King      | Brendan Cole     | 8. Woche                                   |
| Carol Smillie    | Matthew Cutler   | 9. Woche                                   |
| Louisa Lytton    | Vincent Simone   | 10. Woche                                  |
| Emma Bunton      | Darren Bennett   | 11. Woche (3. Platz)                       |
| Matt Dawson      | Lilia Kopylova   | Finale (2. Platz)                          |
| Mark Ramprakash  | Karen Hardy      | Sieger                                     |

#### Tänze
- 1. Woche: Cha-Cha-Cha oder Langsamer Walzer (männl. Prominente), Mambo (weibl. Prominente)
- 2. Woche: Rumba oder Quickstep (weibl. Prominente), East Coast Swing/West Coast Swing (männl. Prominente)
- 3. Woche: Jive oder Tango
- 4. Woche: Paso Doble oder Slowfox
- 5. Woche: Samba und Wiener Walzer
- 6. Woche: American Smooth oder Samba
- 7. Woche: Ein neuer Tanz aus den Wochen 1 – 6
- 8. Woche: Ein neuer Tanz aus den Wochen 1 – 6
- 9. Woche: Zwei neue Tänze aus den Wochen 1 – 6
- 10. Woche: Zwei neue Tänze aus den Wochen 1 – 6
- 11. Woche: Argentinischer Tango und der letzte neue Tanz aus den Wochen 1 – 6
- Finale: Lieblingstanz/Standard, Lieblingstanz/Latein, Lieblingstanz der Jury, Wiener Walzer & Freestyle

#### Jurywertung
| Paar            | 1. Woche | 2. Woche      | 3. Woche | 4. Woche | 5. Woche | 6. Woche | 7. Woche | 8. Woche | 9. Woche  | 10. Woche | 11. Woche | Finale       |
| --------------- | -------- | ------------- | -------- | -------- | -------- | -------- | -------- | -------- | --------- | --------- | --------- | ------------ |
| Mark/Karen      | 27       | X             | 32       | 35       | 36       | 33       | 27       | 36       | 28+36=64  | 36+27=63  | 34+39=73  | 34+40+36=110 |
| Matt/Lilia      | 19       | X             | 30       | 30       | 25       | 34       | 37       | 28       | 34+27=61  | 29+32=61  | 35+30=65  | 38+31+36=105 |
| Emma/Darren     | X        | 33            | 33       | 30       | 34       | 36       | 30*      | 34       | 37+37=74* | 35+34=69* | 36+33=69  |              |
| Louisa/Vincent  | X        | 28            | 36       | 26       | 29       | 32       | 36       | 34       | 33+36=69  | 31+28=59* |           |              |
| Carol/Matthew   | X        | 25            | 27       | 29       | 29       | 27       | 30       | 30*      | 34+34=68* |           |           |              |
| Claire/Brendan  | X        | 21            | 22       | 24       | 21*      | 32*      | 29       | 25*      |           |           |           |              |
| Peter/Erin      | 25       | X             | 31       | 19       | 29       | 19       | 26*      |          |           |           |           |              |
| Ray/Camilla     | 27       | X             | 29       | 30       | 35       | 26*      |          |          |           |           |           |              |
| Jan/Anton       | X        | 24            | 18       | 24*      | 25*      |          |          |          |           |           |           |              |
| Georgina/James  | X        | 14*           | 18*      | 26*      |          |          |          |          |           |           |           |              |
| Spoony/Ola      | 27       | X             | 27*      |          |          |          |          |          |           |           |           |              |
| Mica/Ian        | X        | 20*           |          |          |          |          |          |          |           |           |           |              |
| Jimmy/Flavia    | 17*      | ausgeschieden |          |          |          |          |          |          |           |           |           |              |
| Nicholas/Nicole | 14*      |               |          |          |          |          |          |          |           |           |           |              |

### 5. Staffel
Die fünfte Staffel wurde von 29. September bis 22. Dezember 2007 ausgestrahlt. Siegerin war Alesha Dixon mit ihrem Tanzpartner Matthew Cutler.

### 6. Staffel
Die sechste Staffel wurde von 20. September bis 20. Dezember 2008 gesendet. Sieger war der Schauspieler Tom Chambers mit seiner Partnerin Camilla Dallerup.

### 7. Staffel
Die siebte Staffel wurde von 18. September bis 19. Dezember 2009 gezeigt. Sieger war der Sportreporter Chris Hollins mit seiner Partnerin Ola Jordan.

### 8. Staffel
Die achte Staffel wurde zwischen 1. Oktober und 18. Dezember 2010 ausgestrahlt. Sieger wurden die Schauspielerin Kara Tointon und Artem Chigvintsev.

### 9. Staffel
Die neunte Staffel wurde zwischen 10. September und 21. Dezember 2011 ausgestrahlt. Sieger wurden der Musiker Harry Judd und Aliona Vilani.

### 10. Staffel
Die zehnte Staffel wurde zwischen 15. September und 22. Dezember 2012 ausgestrahlt. Sieger wurden der Sportler Louis Smith und Flavia Cacace.

### 11. Staffel
Die elfte Staffel wurde vom 7. September bis 21. Dezember 2013 ausgestrahlt. Sieger wurden Abbey Clancy und Aljaž Skorjanec.

### 12. Staffel
Die zwölfte Staffel wurde vom 7. September 2014 bis 20. Dezember 2014 ausgestrahlt. Sieger wurden Caroline Flack und Pasha Kovalev.

### 13. Staffel
Die dreizehnte Staffel wurde vom 5. September 2015 bis 19. Dezember 2015 ausgestrahlt. Sieger wurden Jay McGuiness und Aliona Vilani.

### 14. Staffel
Die vierzehnte Staffel wurde vom 23. September 2016 bis 17. Dezember 2016 ausgestrahlt. Sieger wurden Ore Oduba und Joanne Clifton.

### 15. Staffel
Die fünfzehnte Staffel wurde vom 23. September 2017 bis 16. Dezember 2017 ausgestrahlt. Sieger wurden Joe McFadden und Katya Jones.

### 16. Staffel
Die sechzehnte Staffel wurde vom 22. September 2018 bis 15. Dezember 2018 ausgestrahlt. Sieger wurden Stacey Dooley und Kevin Clifton.

### 17. Staffel
Die siebzehnte Staffel wurde vom 21. September 2019 bis 14. Dezember 2019 ausgestrahlt. Sieger wurden Kelvin Fletcher und Oti Mabuse.

### 18. Staffel
Die achtzehnte Staffel wurde vom 24. Oktober 2020 bis 19. Dezember 2020 ausgestrahlt. Sieger wurden Bill Bailey und Oti Mabuse.

### 19. Staffel
Die neunzehnte Staffel wurde vom 25. September 2021 bis 18. Dezember 2021 ausgestrahlt. Sieger wurden Rose Ayling-Ellis und Giovanni Pernice.

### 20. Staffel
Die zwanzigste Staffel wurde vom 24. September 2022 bis 17. Dezember 2022 ausgestrahlt. Sieger wurden Hamza Yassin und Jowita Przystał.

### 21. Staffel
Die einundzwanzigste Staffel wurde vom 16. September 2023 bis 16. Dezember 2023 ausgestrahlt. Sieger wurden Ellie Leach und Vito Coppola.

## Einschaltquoten
Strictly come dancing ist seit Jahren die mit Abstand erfolgreichste BBC-Sendung am Samstagabend.
| Staffel | 1. Sendung       | 1. Sendung           | Finalsendung      | Finalsendung         | Saison      | Durchschnitt                     | Durchschnitt                  |
| Staffel | Datum            | Zuschauer (in Mill.) | Datum             | Zuschauer (in Mill.) | Saison      | Hauptsendung(Zuschauer in Mill.) | Ergebnis (Zuschauer in Mill.) |
| 1       | 15. Mai 2004     | 4,61                 | 3. Juli 2004      | 9,28                 | Sommer 2004 | 6,45                             | -                             |
| 2       | 23. Oktober 2004 | 6,54                 | 11. Dezember 2004 | 11,60                | Herbst 2004 | 8,15                             | 9,23                          |
| 3       | 15. Oktober 2005 | 7,23                 | 17. Dezember 2005 | 10,76                | Herbst 2005 | 8,75                             | 7,76                          |
| 4       | 7. Oktober 2006  | 9,23                 | 23. Dezember 2006 | 12,11                | Herbst 2006 | 8,81                             | 8,31                          |
| ------- | ---------------- | -------------------- | ----------------- | -------------------- | ----------- | -------------------------------- | ----------------------------- |